# دانگشن
دانگشن (به لهستانی:  Daniszyn) یک روستا در لهستان است که در گمینا اوستروف ویلکوپولسکی واقع شده‌است. دانگشن ۱٬۲۰۰ نفر جمعیت دارد.